# Mongo Stojka
Johann Mongo Stojka (ur. 20 maja 1929 w Guntramsdorf, zm. 16 marca 2014)  – austriacki pisarz i muzyk pochodzenia romskiego. 

## Życiorys

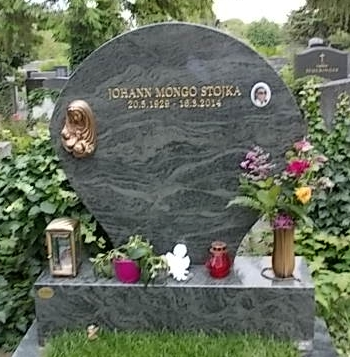
Grób Mongo Stojki

Stojka urodził się 20 maja 1929 roku w Guntramsdorf. Jego siostrą jest Ceija Stojka, a jego bratem jest Karl Stojka (artysta). Jego rodzice byli lowarami. Wraz z matką i czwórką rodzeństwa przeżył holocaust. Przez wiele lat nie wypowiadał się o swoim życiu w obozach koncentracyjnych, pierwszy raz zrelacjonował je dla fundacji Shoah. Później o swoich cierpieniach opowiedział w książce Papierowe dzieci. Zmarł 16 marca 2014 roku; jest pochowany na cmentarzu Neustifer w Wiedniu.